# Pontocaris laurentae
Pontocaris laurentae is een garnalensoort uit de familie van de Crangonidae. De wetenschappelijke naam van de soort is voor het eerst geldig gepubliceerd in 1996 door Chan.